# Nyúl
Nyúl là một thị trấn thuộc hạt Győr-Moson-Sopron, Hungary. Thị trấn này có diện tích 25,14 km², dân số năm 2010 là 4210 người, mật độ 167 người/km².